# Полтавський порцеляновий завод
Полтавський порцеляновий завод — підприємство порцеляно-фаянсової промисловості, розташоване в місті Полтава Полтавської області.

## Історія
Завод було засновано 3 червня 1964 року, як підпримство з виготовлення посуду побутового призначення й будувався на замовлення за проектом Дрежавного НДІ керамічної промисловості. Першу продукцію завод виготовив у грудні 1964 року.
До 1969 року щорічний обсяг виробництва на заводі становив близько 3 млн виробів.
В 1971-1972 роках на заводі були введені до експлуатації швидкісна піч «ПАС-1» й напівавтоматичні лінії, що дозволило вже у 1972 році збільшити обсяги виробництва до 8,5 млн виробів на рік. Основну частку продукції становив серійний посуд побутового призначення (чашки, тарілки, сервізи), але окрім цього, виготовлявся колекційний посуд (так, в 1974 році завод виготовив серію колекційного посуду, присвяченого 800-літтю Полтави), порцелянові статуетки й інші сувеніри.
В 1975 році завод виготовив 13,5 млн виробів, й за високі показники виробництва в 1976 році отримав почесну назву: "імені XXV з'їзду КПРС".
У 1980 році завод виготовив велику партію сувенірної продукції із символікою для Олімпіади-1980, яка відбувалася в Москві й партію пам'ятного колекційного посуду.
У 1980-ті роки на підприємстві були введені до експлуатації поточно-механізовані лінії, автоматичні швидкісні печі, гіпсові форми замінені формами з полівінілу, опановані нові технології (зокрема, технологія механізованого лиття великогабаритних складних виробів і метод декорування виробів деколлю).
Станом на початок 1989 року, загальна чисельність працівників заводу перевищувала тисячу осіб, виробничі потужності становили 13,5 млн виробів на рік. На балансі заводу перебувала заводська база відпочинку на узбережжі Азовського моря.
У зв'язку зі стійким високим попитом на продукцію заводу було прийняте рішення щодо розширення виробничих потужностей підприємства. В червні 1988 року було прийнято постанову Ради міністрів УРСР щодо фінансування розширення і реконструкції найважливіших підприємств легкої промисловості УРСР (до яких потрапив і Полтавський порцеляновий завод), однак, відповідно до графіку грошові кошти у розмірі 3 млн. карбованців було заплановано виділити в 1993-1995 роках і технічне переоснащеня не відбулося.

### Після відновлення незалежності
На початку 1990-х років завод розширив асортимент продукції, однак, погіршення економічної ситуації ускладнило становище заводу. В 1994 році завод був перетворений на відкрите акціонерне товариство з колективною формою власності (до складу ВАТ "Полтавафарфор" увійшли Полтавський порцеляновий завод і його дочірне підприємство - магазин "Фарфор").
Останнє обпалювання виробів було виконане в 2002 році.
Навесні 2004 року Управління податкової міліції Державної податкової адміністрації України в Полтавській області відкрило кримінальне провадження щодо голови правління ВАТ "ПОЛТАВАФАРФОР" за фактом доведення підприємства до фіктивного банкрутства. Як повідомив представник УПМ ДПАУ в Полтавській області, керівник підприємства у корисливих цілях в інтересах третіх осіб склав фальсифіковану угоду поручительства, який збільшив дебіторську заборгованість підприємства на 3 млн. гривень. В 2006 році один з невикористовуваних виробничих цехів заводу було продано.
23 квітня 2014 року уряд України оголосив про намір встановити спеціальне мито на імпорт посуду й столового або кухонного приладдя з порцеляни незалежно від країни походження з метою підвищення конкурентноздатності продукції українських виробників порцеляни, однак станом на 2015 рік становище Полтавського порцелянового заводу залишалося складним.

## Керівництво
- Бондаренко Сергій Іванович (1991)